# Molophilus angustilamina
Molophilus angustilamina är en tvåvingeart som beskrevs av Alexander 1956. Molophilus angustilamina ingår i släktet Molophilus och familjen småharkrankar.
Artens utbredningsområde är Uganda. Inga underarter finns listade i Catalogue of Life.